# کولاندون
کولاندون (به فرانسوی: Coulandon) یک کمون (فرانسه) در فرانسه است که در canton of Moulins-Ouest واقع شده‌است. کولاندون ۱۷٫۰۶ کیلومتر مربع مساحت دارد ۲۲۶ متر بالاتر از سطح دریا واقع شده‌است.